# Spadochronowe Mistrzostwa Śląska 2019
Spadochronowe Mistrzostwa Śląska 2019 – odbyły się 3 sierpnia 2019 na lotnisku Gliwice. Gospodarzem Mistrzostw był Aeroklub Gliwickii, a organizatorem Sekcja Spadochronowa Aeroklubu Gliwickiego. Patronat nad Mistrzostwami sprawował VII Oddział Związku Polskich Spadochroniarzy w Katowicach. Do dyspozycji skoczków był samolot An-2TD SP-AOB (piloci: Jacek Niezgoda i Maciej Ćwikliński). Skoki wykonywano z wysokości 1000 m i opóźnieniem 0–5 sekund. Z powodu załamania pogody rozegrano po 2 kolejki skoków.

## Rozegrane kategorie
Mistrzostwa rozegrano w czterech kategoriach celności lądowania:
- Indywidualnie
  - Spadochronów klasycznych
  - Spadochronów szybkich
  - Spadochronów szkolnych
- Drużynowo
  - Spadochronów szybkich.

## Kierownictwo Mistrzostw
- Sędzia główny – Ryszard Koczorowski
- Sędzia – Piotr Płotczyk
- Kierownik sportowy – Jan Isielenis.

Źródło:.

## Medaliści
Medalistów Spadochronowych Mistrzostw Śląska 2019 podano za: Jan Isielenis, Archiwum Sekcji Spadochronowej Aeroklubu Gliwickiego, 2019, s. 1–3.
| Konkurencja                           | Złoto               | Srebro              | Brąz                            |
| Spadochrony klasyczne – indywidualnie | Piotr Żurawski      | Jan Isielenis       | Wojciech Kielar Danuta Polewska |
| Spadochrony szybkie – indywidualnie   | Tymoteusz Tabor     | Mirosław Zakrzewski | Jacek Huszcza                   |
| Spadochrony szkolne – indywidualnie   | Kamil Więcławik     | Cezary Pawlikowski  | Bartłomiej Nieć                 |
| Spadochrony szybkie – drużynowo       | Aeroklub Gliwicki I | Sky Muscle Gliwice  | Evo Skipper Opole               |

## Wyniki
Wyniki Spadochronowych Mistrzostw Śląska 2019 podano za: Jan Isielenis, Archiwum Sekcji Spadochronowej Aeroklubu Gliwickiego, 2019, s. 1–3.
W Mistrzostwach brało udział 26 zawodników  Polska.

### Klasyfikacja indywidualna (celność lądowania – spadochronyklasyczne)

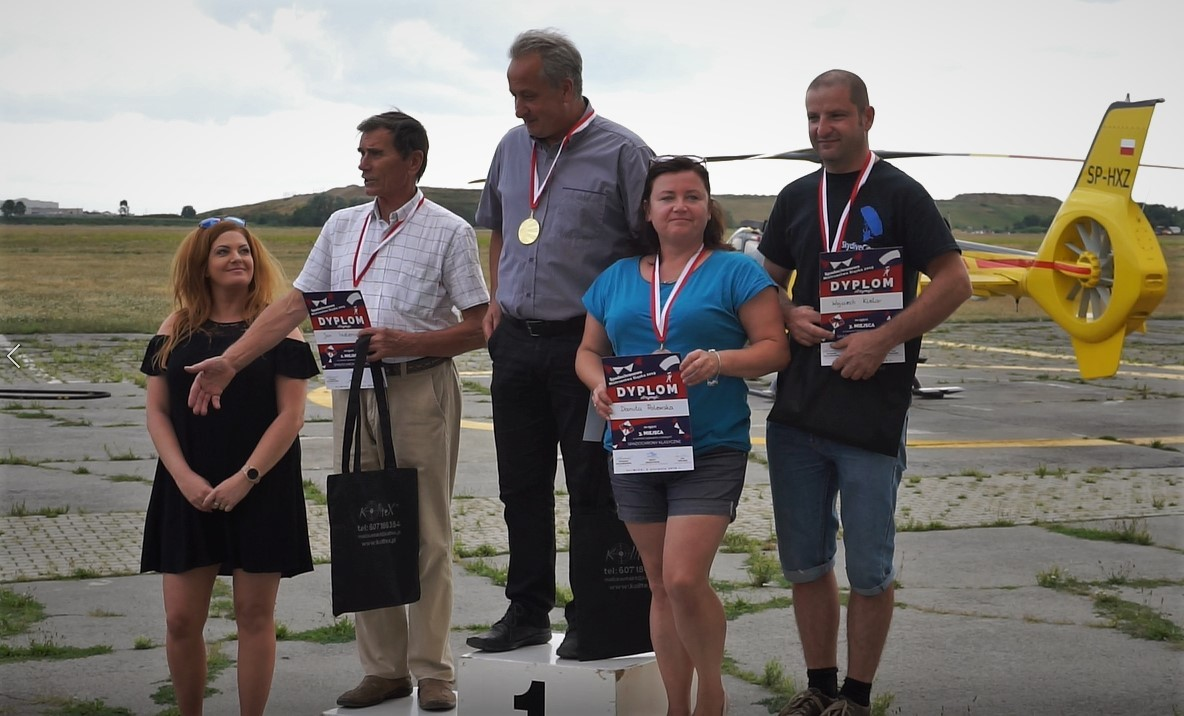
Zwycięzcy w kategorii – spadochrony klasyczne

| Miejsce | Imię i nazwisko | Nota łączna |
| ------- | --------------- | ----------- |
| 1.      | Piotr Żurawski  | 20 cm       |
| 2.      | Jan Isielenis   | 57 cm       |
| 3.      | Wojciech Kielar | 200 cm      |
| 3.      | Danuta Polewska | 200 cm      |

### Klasyfikacja indywidualna (celność lądowania – spadochronyszybkie)

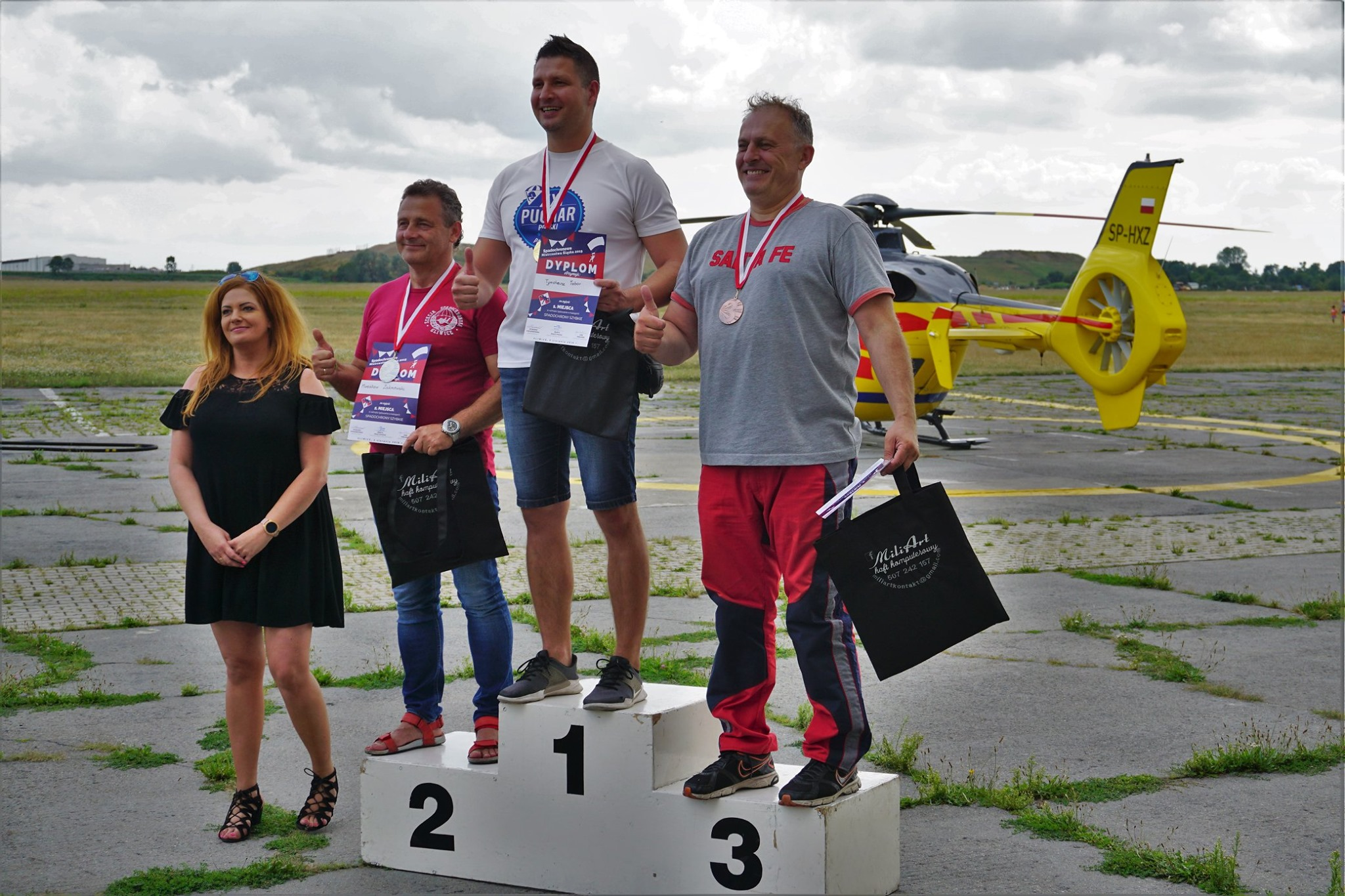
Zwycięzcy w kategorii – spadochrony szybkie

| Miejsce | Imię i nazwisko     | Nota łączna |
| ------- | ------------------- | ----------- |
| 1.      | Tymoteusz Tabor     | 0,00 m      |
| 2.      | Mirosław Zakrzewski | 12,65 m     |
| 3.      | Jacek Huszcza       | 18,20 m     |
| 4.      | Bartłomiej Ryś      | 22,10 m     |
| 5.      | Mariusz Bieniek     | 36,50 m     |
| 6.      | Paweł Mostowski     | 38,10 m     |
| 7.      | Dariusz Nawacki     | 40,30 m     |
| 8.      | Łukasz Geilke       | 41,20 m     |
| 9.      | Jakub Kulawik       | 42,50 m     |
| 10.     | Rafał Duda          | 43,00 m     |
| 11.     | Anna Bieniek        | 44,00 m     |
| 12.     | Michał Luty         | 48,70 m     |
| 13.     | Jacek Bujny         | 60,00 m     |

### Klasyfikacja indywidualna (celność lądowania – spadochronyszkolne)

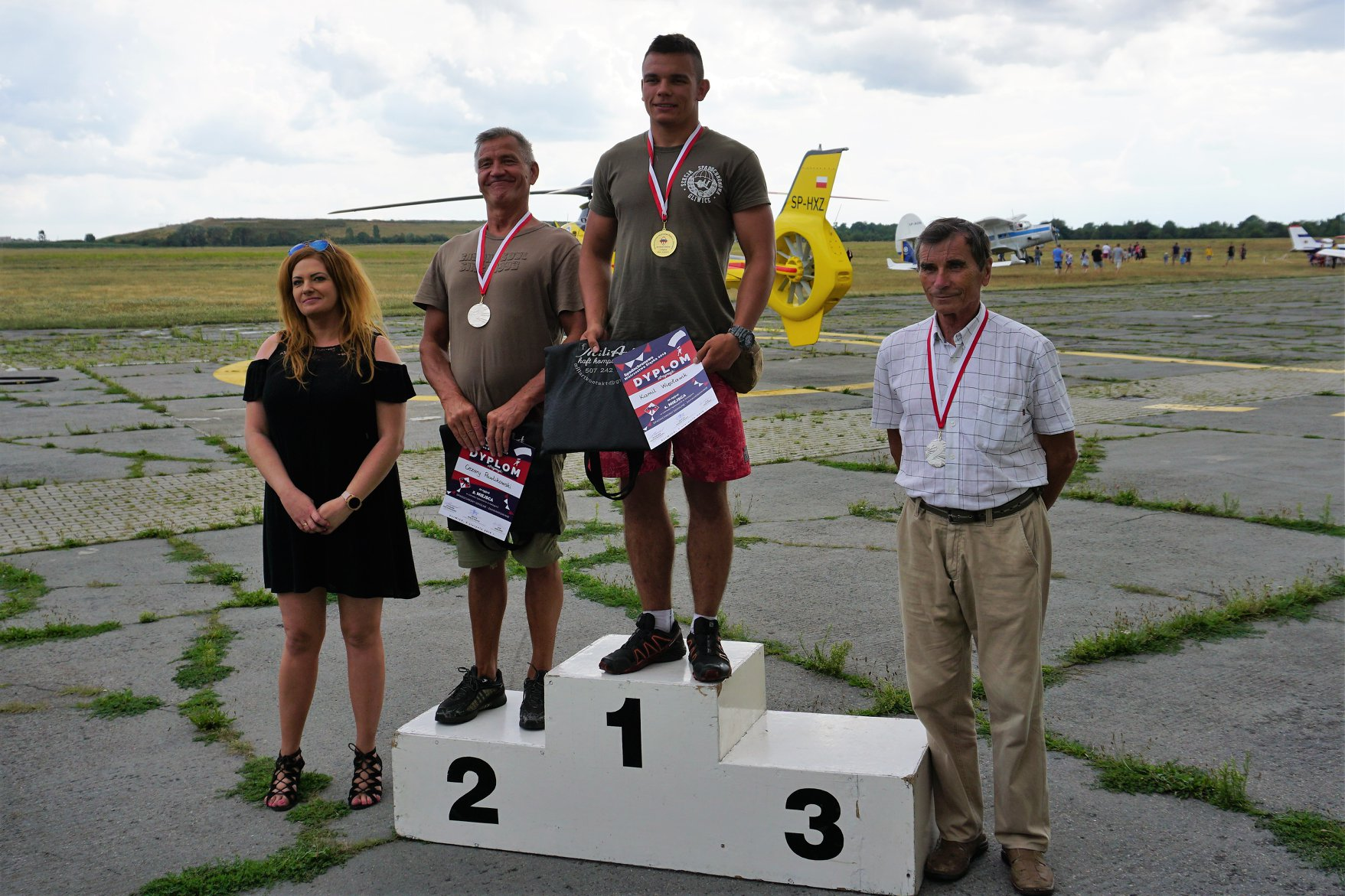
Zwycięzcy w kategorii – spadochrony szkolne

| Miejsce | Imię i nazwisko        | Nota łączna |
| ------- | ---------------------- | ----------- |
| 1.      | Kamil Więcławik        | 46,00 m     |
| 2.      | Cezary Pawlikowski     | 60,00 m     |
| 3.      | Bartłomiej Nieć        | 100,00 m    |
| 4.      | Przemysław Golubiński  | 104,00 m    |
| 5.      | Krzysztof Machulec     | 110,00 m    |
| 6.      | Marek Szebiela         | 110,00 m    |
| 7.      | Anna Budka             | 112,00 m    |
| 8.      | Karol Jasek            | 135,00 m    |
| 9.      | Bartłomiej Królikowski | 165,00 m    |

### Klasyfikacja drużynowa (celność lądowania – spadochronyszybkie)

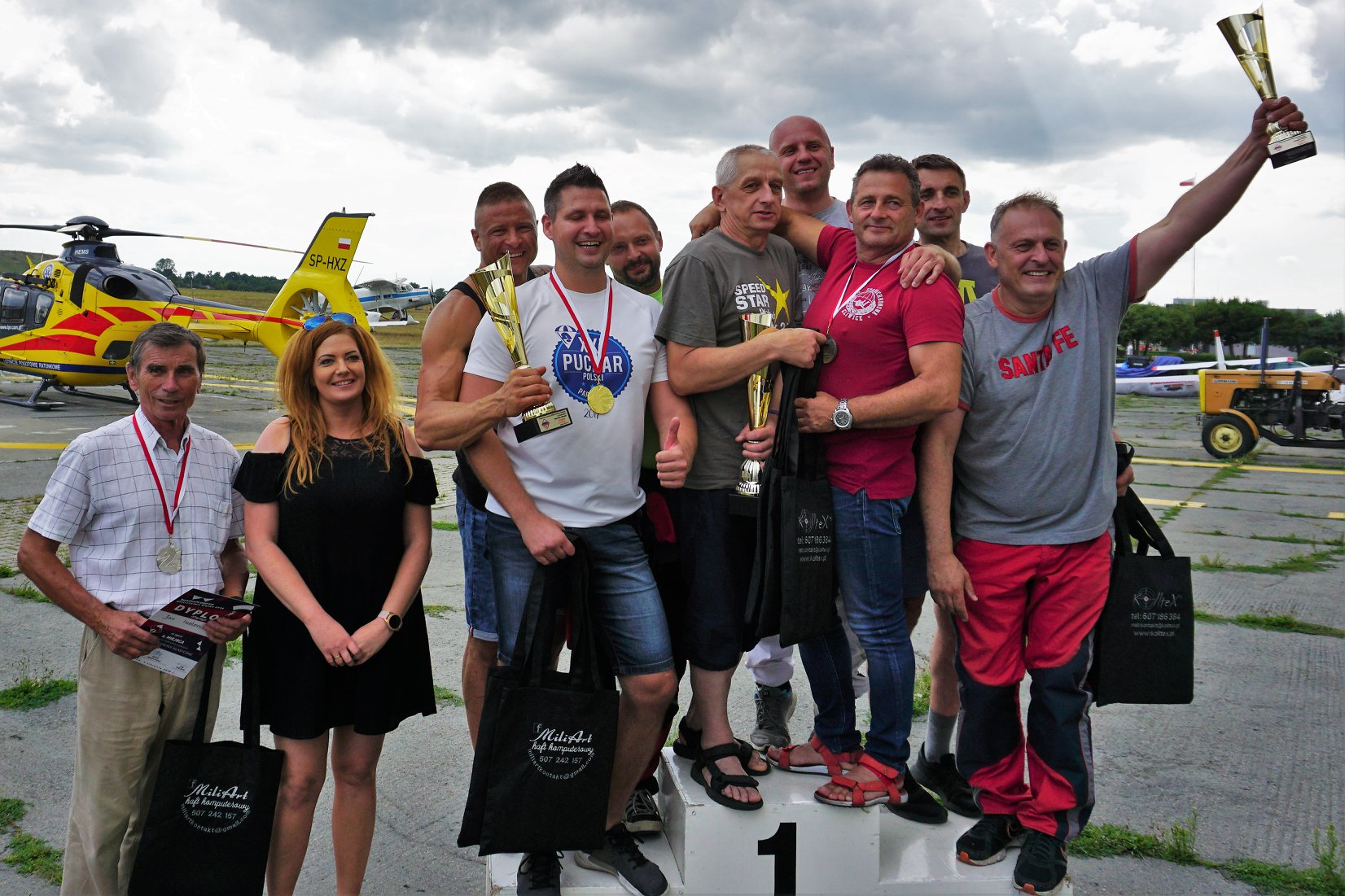
Zwycięzcy w kategorii drużynowej

| Miejsce | Drużyna              | Zawodnicy           | Wynik drużyny |
| ------- | -------------------- | ------------------- | ------------- |
| 1.      | Aeroklub Gliwicki I  | Mariusz Bieniek     | 71,25 m       |
| 1.      | Aeroklub Gliwicki I  | Bartłomiej Ryś      | 71,25 m       |
| 1.      | Aeroklub Gliwicki I  | Mirosław Zakrzewski | 71,25 m       |
| 2.      | Sky Muscle Gliwice   | Tymoteusz Tabor     | 78,40 m       |
| 2.      | Sky Muscle Gliwice   | Dariusz Nawacki     | 78,40 m       |
| 2.      | Sky Muscle Gliwice   | Paweł Mostowski     | 78,40 m       |
| 3.      | Evo Skipper Opole    | Jacek Huszcza       | 108,10 m      |
| 3.      | Evo Skipper Opole    | Łukasz Geilke       | 108,10 m      |
| 3.      | Evo Skipper Opole    | Michał Luty         | 108,10 m      |
| 4.      | Aeroklub Gliwicki II | Rafał Duda          | 129,50 m      |
| 4.      | Aeroklub Gliwicki II | Anna Bieniek        | 129,50 m      |
| 4.      | Aeroklub Gliwicki II | Jakub Kulawik       | 129,50 m      |